# Robert Smeets
Robert Smeets (* 10. November 1985 in Sliedrecht, Niederlande) ist ein ehemaliger australischer Tennisspieler.

## Karriere

### Juniorenkarriere und Anfänge auf der Profitour (bis 2004)
Smeets, der in Sliedrecht in den Niederlanden geboren ist und mit 13 Jahren nach Australien auswanderte, nahm bereits als Junior an drei der vier Grand-Slam-Turniere teil und erreichte 2002 bei den Wimbledon Championships im Doppel das Halbfinale. Seine beste Platzierung war ein 24. Rang im Januar 2003. Bereits mit 17 Jahre begann er erste Turniere auf der ITF Future Tour und ATP Challenger Tour zu spielen. Bereits kurz nach seinem 18. Geburtstag gewann er seinen ersten Doppeltitel auf der Future Tour. Er belegte Ende 2004 sowohl im Einzel als auch im Doppel eine Platzierung um den 450. Rang der Weltrangliste.

### Erste Erfolge im Doppel und Karrierebestwert (2005–2006)
Für die Australian Open erhielt er 2005 eine Wildcard für das Doppel. An der Seite von Domenic Marafiote schied er gegen die spanische Paarung Albert Costa und Rafael Nadal aus. Sein Einzeldebüt auf der ATP World Tour gab er nach erfolgreicher Qualifikation in Washington. Auf der Future Tour gelangen ihm in diesem Jahr vier Titelgewinne, wodurch er in der Weltrangliste bis auf den 222. Rang sprang. Im Einzel gelang ihm ebenfalls durch vier Futuretitel der Sprung in die Top 300. Im Folgejahr schaffte Smeets seinen größten Erfolg bei einem Grand Slam. Bei den Australian Open stand er erneut mit einer Wildcard im Doppelfeld. Gemeinsam mit seinem Landsmann Paul Baccanello schafften sie den Einzug ins Achtelfinale, indem sie unter anderem in der zweiten Runde die an Position 6 gesetzte Paarung Jonathan Erlich und Andy Ram schlugen. Dort unterlagen sie im dritten Satz im Tie-Break Jan Hernych und Ivo Karlović. Bei den Wimbledon Championships rückte er mit Zack Fleishman als Lucky Loser ins Hauptfeld und sie gewannen ihre Auftaktpartie. Im November gewann er mit Nathan Healey in Caloundra und Kawana seine ersten beiden Doppeltitel auf Challenger-Level. Durch diese Erfolge schaffte er mit dem 109. Rang seinen Karrierebestwert im Doppel zu erreichen.

### Durchbruch im Einzel (2007–2008)
Das Jahr 2007 fing für Smeets mit der erfolgreichen Qualifikation für das Turnier in Sydney an, wo er in der letzten Qualifikationsrunde den Top 100 Spieler Andreas Seppi bezwang. In der ersten Runde verlor er gegen den fünftgesetzten Tschechen Tomáš Berdych. Bei den Australian Open erhielt er eine Wildcard für das Einzelfeld und besiegte in der ersten Runde den Qualifikanten Lukáš Lacko, bevor er sich erneut Berdych geschlagen geben musste. Im Doppel gelang ihm ebenfalls der Einzug in die zweite Runde. Auf der Future Tour gewann er vier Einzeltitel, auf der Challenger Tour gewann er in Lubbock seinen ersten Einzeltitel. Durch diese Erfolge schaffte er erstmals den Sprung in die Top 200 der Welt und beendete das Jahr auf dem 150. Rang. Zum Jahreswechsel überraschte Smeets mit seinem Partner Chris Guccione in Adelaide. Sie spielten sich bis ins Finale vor und bezwangen sowohl die drittgesetzte als auch zweitgesetzte Paarung und mussten sich erst im Finale dem Duo Martín García und Marcelo Melo in drei Sätzen geschlagen geben.
Bei den French Open stand er erstmals im Einzelfeld, schied jedoch chancenlos mit nur einem Spielgewinn gegen Berdych aus. Im Juli gelang ihm sein zweiter Titelgewinn im Einzel auf der Challenger Tour. In Dublin bezwang er den Dänen Frederik Nielsen in zwei Sätzen. Im Doppel gelangen ihm ebenfalls zwei weitere Erfolge auf der Challenger Tour. In Mexiko-Stadt gewann er mit Carsten Ball, in Manchester war er mit Adam Feeney erfolgreich. Bei den US Open überstand er ebenfalls zum ersten Mal die Qualifikation, verlor jedoch in vier Sätzen gegen Mardy Fish. Im November erreichte er mit dem 146. Rang seine beste Platzierung im Einzel und verbesserte sich im Vergleich zum Jahresende 2006 um über 200 Ränge.

### Abrutschen in der Weltrangliste und Karriereende (2009–2011)
2009 erreichte Smeets nur noch in Burnie ein Finale auf der Challenger Tour. Infolgedessen spielte er vermehrt Turniere auf der Future Tour und rutschte in der Weltrangliste zum Ende des Jahres im Einzel aus den Top 400. Da er im kompletten Jahr 2010 kein Profiturnier bestritt, wurde er nicht mehr in der Weltrangliste geführt. Ende 2011 spielte er noch zwei Turniere auf der Future Tour und beendete im Oktober 2011 seine aktive Karriere. Nach seinem Karriereende spielte Smeets in der Asia-Pacific Tennis League für die Brisbane Chargers.

## Erfolge
| Legende (Anzahl der Siege)  |
| Grand Slam                  |
| ATP World Tour Finals       |
| ATP World Tour Masters 1000 |
| ATP World Tour 500          |
| ATP World Tour 250          |
| ATP Challenger Tour (8)     |

### Einzel

#### Turniersiege
| Nr. | Datum              | Turnier | Belag     | Finalgegner      | Ergebnis  |
| --- | ------------------ | ------- | --------- | ---------------- | --------- |
| 1.  | 23. September 2007 | Lubbock | Hartplatz | Dušan Vemić      | 6:3, 7:67 |
| 2.  | 5. Juli 2008       | Dublin  | Teppich   | Frederik Nielsen | 7:65, 6:2 |

### Doppel

#### Turniersiege
| Nr. | Datum             | Turnier      | Belag         | Partner            | Finalgegner                   | Ergebnis          |
| --- | ----------------- | ------------ | ------------- | ------------------ | ----------------------------- | ----------------- |
| 1.  | 19. November 2006 | Caloundra    | Hartplatz     | Nathan Healey      | Carsten Ball Adam Feeney      | 6:3, 6:2          |
| 2.  | 26. November 2006 | Kawana       | Hartplatz (i) | Nathan Healey      | Alexander Peya Lars Uebel     | 5:7, 6:0, [10:8]  |
| 3.  | 11. Februar 2007  | Burnie       | Hartplatz     | Nathan Healey      | Rameez Junaid Joseph Sirianni | 7:67, 6:4         |
| 4.  | 27. Oktober 2007  | Rimouski     | Teppich (i)   | Daniel King-Turner | Brendan Evans Alberto Francis | 7:5, 6:77, [10:7] |
| 5.  | 20. April 2008    | Mexiko-Stadt | Hartplatz     | Carsten Ball       | Neil Bamford Joshua Goodall   | 6:75, 6:4, [10:3] |
| 6.  | 20. Juli 2008     | Manchester   | Rasen         | Adam Feeney        | Harsh Mankad Ashutosh Singh   | 6:3, 6:75, [10:6] |

#### Finalteilnahmen
| Nr. | Datum          | Turnier  | Belag     | Partner        | Finalgegner                | Ergebnis         |
| --- | -------------- | -------- | --------- | -------------- | -------------------------- | ---------------- |
| 1.  | 6. Januar 2008 | Adelaide | Hartplatz | Chris Guccione | Martín García Marcelo Melo | 3:6, 6:3, [7:10] |